# 요한 에우데스
성 요한 에우데스(라틴어: Sanctus Ioannes Eudes, 1601년 11월 14일 - 1680년 8월 19일)는 프랑스의 로마 가톨릭교회 사제이자 성인이다. 예수 마리아 수도회와 애덕의 성모 수녀회를 창립하였으며, 여러 가톨릭 영성서적들을 저술하였다.

## 일대기
요한 에우데스는 1601년 11월 14일 프랑스 북부 노르망디 주에 있는 리에서 태어났다. 그의 아버지는 본업이 농사꾼이었지만, 의술에도 밝아 이웃 주민들의 병이나 상처를 곧잘 치료해 주곤 하였다. 그리고 그의 어머니는 매우 독실한 신앙인으로서 어렸을 때부터 요한 에우데스의 신앙심을 키워주는데 큰 역할을 하였다. 14세 때 요한 에우데스는 순결 서약을 하였다.
요한 에우데스는 캉에서 예수회에서 교육을 받은 후에 1623년 3월 25일 성 필립보 네리가 창설한 오라토리오회에 입회하였다. 그가 자신의 영성생활의 모델로 삼은 이는 피에르 드 베뢸과 샤를 드 콩드랑이다. 요한 에우데스는 1625년 12월 20일 사제로 서품되었으며, 당시 프랑스에 창궐한 흑사병 피해자들을 위한 봉사활동으로 사제 생활을 시작하였다.
요한 에우데스 신부는 선교사로서도 유명하다. 장 자크 올리에는 요한 에우데스를 가리켜 ‘당시 시대의 영재’라고 칭찬하였다.
1641년 요한 에우데스는 비참한 생활에서 벗어나고자 하는 윤락 여성들을 구제하기 위한 목적으로 애덕의 성모 수녀회를 창립하였다. 이 수도회는 1666년 1월 2일 교황 알렉산데르 7세로부터 인가를 받았다. 요한은 이런 사업 때문에 대단히 심한 공격의 대상이 되었다. 세간에서는 “동정 서원까지 발한 수녀들을, 아무리 회개는 했다 하지만, 그런 추잡한 창녀들과 접촉시킨다는 것은 적당치 않은 일이다.”하고 반대했다. 그러한 비난에 대한 요한은 다음과 같은 대답으로 일축하였다. “참다운 사랑을 지닌 정덕은 결코 더러워지지 않는다. 이는 마치 더러운 곳을 비추는 햇빛이 더러워지지 않는 것과 마찬가지다.” 이러한 요한 에우데스의 활동은 훗날 성녀 마리 유프라시아 펠티에에게 지대한 영향을 끼치게 되는데, 마리 유프라시아는 요한 에우데스를 자신의 선교활동의 모델로 삼았다.
그리고 요한 에우데스는 당시 예수회가 이단으로 지목한 얀세니즘으로부터 프랑스 교회를 보호하기 위하여 오라토리오회와의 관계를 끓고 리슐리외 추기경 등의 지지를 받아 사제 교육과 선교 활동을 목적으로 예수 마리아 수도회(또는 에우데스회)를 창설하기로 하였다. 이 수도회는 1643년 3월 25일 프랑스 캉에서 설립되었다.
요한 에우데스는 파리와 베르사유 등을 포함하여 프랑스 각지를 돌아다니며 선교 활동을 하기도 하였다. 특히 노르망디는 그의 주요 활동지였다.
더불어 요한 에우데스는 예수 성심과 성모 성심에 대한 공경을 널리 전파하고자 다양한 영성서적들을 저술하였다. 그리고 예수 성심과 성모 성심을 기념하는 내용의 성가를 많이 작곡하였다. 그리하여 예수 성심과 성모 성심에 대한 신심과 그 축일 제정의 신학적이고 전례적인 기초를 확립하기에 이르렀다. 이에 훗날 교황 레오 13세는 이러한 그의 행동을 영웅적 덕행으로 기리며 ‘예수 성심과 성모 성심의 전례 행위의 작가’라는 칭호를 부여하였다.
1903년 1월 6일 교황 레오 13세는 요한 에우데스의 영웅적 덕행을 공식적으로 승인하였다. 그리고 그의 시복을 위한 조사에서 그의 전구로 일어난 기적들이 1908년 3월 3일 인정되었다. 그리고 1908년 5월 3일 교황 비오 10세에 의해 복자로 시복되었다. 1925년에는 교황 비오 11세에 의해 성인으로 시성되었다. 축일은 그가 선종한 날짜인 8월 19일로 지정되었다.